# Фентон (Луизијана)
Фентон (енгл. Fenton) град је у америчкој савезној држави Луизијана.

## Демографија
По попису из 2010. године број становника је 379, што је 1 (-0,3%) становника мање него 2000. године.
| Група             | 2000.       | 2010.       |
| Белци             | 171 (45,0%) | 138 (36,4%) |
| Афроамериканци    | 199 (52,4%) | 212 (55,9%) |
| Азијати           | 1 (0,3%)    | 0 (0,0%)    |
| Хиспаноамериканци | 8 (2,1%)    | 13 (3,4%)   |
| Укупно            | 380         | 379         |